# Resolutie 1439 Veiligheidsraad Verenigde Naties
Resolutie 1439 van de Veiligheidsraad van de Verenigde Naties werd unaniem door de VN-Veiligheidsraad aangenomen op 18 oktober 2002. De resolutie verlengde het onderzoek naar de schendingen van de sancties tegen de rebellenbeweging UNITA in Angola met twee maanden en hief tevens de reisbeperkingen tegen UNITA op vanaf 14 november.

## Achtergrond
Nadat Angola in 1975 onafhankelijk was geworden van Portugal, keerden de verschillende onafhankelijkheidsbewegingen zich tegen elkaar om te wedijveren over de macht. Onder meer Zuid-Afrika en Cuba bemoeiden zich met de burgeroorlog totdat onderhandelingen tot een akkoord leidden en ze zich in 1988 terugtrokken. Een akkoord in 1991 voorzag in verkiezingen. Toen de UNITA-rebellenbeweging die verloor, greep ze opnieuw naar de wapens. Een nieuw akkoord in 1994 leidde niet tot vrede. UNITA werd internationaal geconfronteerd met een embargo en steeds verder in het nauw gedreven door het regeringsleger. In 2002 werd ze door dat leger onthoofd, waarna ze zichzelf tot een politieke partij omvormde en demobiliseerde.

## Inhoud

### Waarnemingen
Angola en UNITA namen stappen om hun vredesakkoord volledig uit te voeren. Doch was er nog steeds bezorgdheid over de humanitaire gevolgen van de huidige situatie. De stabiliteit van Angola moest worden verzekerd om de vrede en veiligheid in de regio te bewaren.

### Handelingen
Opnieuw werd het mandaat van het waarnemingsmechanisme, dat schendingen van de sancties onderzocht, met twee maanden verlengd, tot 19 december. Het mechanisme werd gevraagd binnen de tien dagen een actieplan in te dienen over haar toekomstig werk en tegen 13 december opnieuw te rapporteren over mogelijke schendingen van de sancties tegen UNITA.
De reisbeperkingen tegen UNITA, die met resolutie 1127 waren opgelegd en met resolutie 1432 geschorst, zouden vanaf 14 november, wanneer die schorsing afliep, worden beëindigd. Tegen 19 december zouden de andere sancties die tegen UNITA waren ingesteld worden herzien.

## Verwante resoluties
- Resolutie 1432 Veiligheidsraad Verenigde Naties
- Resolutie 1433 Veiligheidsraad Verenigde Naties
- Resolutie 1448 Veiligheidsraad Verenigde Naties

Lijst ·  1387 ·  1388 ·  1389 ·  1390 ·  1391 ·  1392 ·  1393 ·  1394 ·  1395 ·  1396 ·  1397 ·  1398 ·  1399 ·  1400 ·  1401 ·  1402 ·  1403 ·  1404 ·  1405 ·  1406 ·  1407 ·  1408 ·  1409 ·  1410 ·  1411 ·  1412 ·  1413 ·  1414 ·  1415 ·  1416 ·  1417 ·  1418 ·  1419 ·  1420 ·  1421 ·  1422 ·  1423 ·  1424 ·  1425 ·  1426 ·  1427 ·  1428 ·  1429 ·  1430 ·  1431 ·  1432 ·  1433 ·  1434 ·  1435 ·  1436 ·  1437 ·  1438 ·  1439 ·  1440 ·  1441 ·  1442 ·  1443 ·  1444 ·  1445 ·  1446 ·  1447 ·  1448 ·  1449 ·  1450 ·  1451 ·  1452 ·  1453 ·  1454